# Cicurina caliga
Cicurina caliga är en spindelart som beskrevs av James Cokendolpher och Paul Reddell 200. Cicurina caliga ingår i släktet Cicurina och familjen kardarspindlar. Inga underarter finns listade i Catalogue of Life.